# Stadion de Koel
Il Seacon Stadion - De Koel - è lo stadio che ospita dal 1972 le partite di casa di calcio VVV-Venlo. Lo stadio è situato in una piattaforma composto da insilati (cool nel dialetto di Venlo significa insilati), sul monte Kalden Dungeon nel sud-est della città di Venlo. Si tratta di uno stadio noto per la sua atmosfera calcistica e una volta è persino riuscito a ospitare 24.500 spettatori durante la gara VVV-Venlo-Ajax nel 1977.
Nel 2004, "The Cool" fu completamente rinnovato dal 2005 e passò alla storia come il " Seacon Stadion-The-Cool ". The Cool è ancora uno dei veri e tradizionali stadi di calcio in Paesi Bassi. Non soltanto il luogo è famoso, è nota anche la discesa a lungo dopo la fase in cui i giocatori dagli spogliatoi accedono all'area di gioco . È anche uno degli ultimi stadi tradizionali ancora in piedi e a tribuna aperta . Per la stagione 2007/2008 è stato completamente rinnovato lo stadio per essere pronti alla Eredivisie . Nei progetti del VVV-Venlo vi è un nuovo stadio.